# Munizipalität Sighnaghi
Die Munizipalität Sighnaghi (georgisch სიღნაღის მუნიციპალიტეტი, Sighnaghis munizipaliteti) ist eine Verwaltungseinheit (etwa entsprechend einem Landkreis) in der Region Kachetien im Osten Georgiens.

## Geographie
Verwaltungszentrum der Munizipalität Sighnaghi ist die Kleinstadt Sighnaghi, eine der kleinsten Städte Georgiens. Im Westen und Nordwesten wird die 1251 km² große Munizipalität von den Munizipalitäten Sagaredscho und Gurdschaani, im Norden von der Lagodechi und im Südosten von der Dedopliszqaro begrenzt, alle ebenfalls in der Region Kachetien. Im Nordosten grenzt sie entlang dem Fluss Alasani und im Südwesten jenseits des Flusses Iori an die Republik Aserbaidschan.
Durch den mittleren Teil der Munizipalität zieht sich der Gombori-Kamm, in diesem Abschnitt ein zumeist bewaldetes Mittelgebirge, mit dem 1087 m hohen Tschotori in der Nähe von Sighnaghi als höchstem Gipfel im Gebiet. Faktisch alle Ortschaften der Munizipalität liegen in diesem Gebirge oder beiderseits unmittelbar an seinem Fuß. Nordöstlich des Kammes bis in den Osten des Gebietes erstreckt sich das Alasani-Becken bis zum gleichnamigen Fluss mit der Staatsgrenze zu Aserbaidschan. Das Gebiet südwestlich des Gebirges wird vom trockenen und dünn besiedelten  Iori-Hochland eingenommen.

## Bevölkerung und Verwaltungsgliederung
Die Munizipalität hat 29.200 Einwohner (Stand: 2021). Die Einwohnerzahl war 2014 mit 29.948 Einwohnern gegenüber der vorangegangenen Volkszählung (43.587 Einwohner 2002) um fast ein Drittel gesunken.
Bevölkerungsentwicklung
Anmerkung: Volkszählungsdaten

Die größten Ortschaften sind die Stadt Znori, mit 4815 Einwohnern mehr als dreimal so groß wie der Hauptort Sighnaghi (1485 Einwohner), sowie mit jeweils über 2000 Einwohnern die Dörfer Anaga, Bodbischewi, Dschugaani, Kwemo Bodbe und Sakobo (2014).
Die Munizipalität gliedert sich in die eigenständigen Städte Sighnaghi und Znori sowie 12 Gemeinden (georgisch temi, თემი beziehungsweise bei nur einer Ortschaft einfach „Dorf“, georgisch sopeli, სოფელი) mit insgesamt 18 Ortschaften:
| Gemeinde           | Anzahl Ortschaften | Einwohner (2014) |
| ------------------ | ------------------ | ---------------- |
| Anaga              | 1                  | 2002             |
| Bodbe              | 2                  | 2711             |
| Bodbischewi        | 1                  | 2665             |
| Dschugaani         | 2                  | 2424             |
| Dsweli Anaga       | 1                  | 1465             |
| Iliazminda         | 1                  | 560              |
| Kwemo Matschchaani | 4                  | 1258             |
| Magharo            | 1                  | 1747             |
| Nukriani           | 1                  | 1935             |
| Sakobo             | 2                  | 3145             |
| Tibaani            | 1                  | 1786             |
| Wakiri             | 1                  | 1950             |

## Sehenswürdigkeiten
Bedeutendstes Touristenziel der Munizipalität ist die Stadt Sighnaghi mit dem etwa zwei Kilometer entfernt gelegenen Kloster Bodbe, das der Überlieferung nach an der Begräbnisstätte der georgischen Nationalheiligen Nino errichtet wurde.